# Renault AEK
Le Renault AEK est un autorail de construction légère de la Société nationale des chemins de fer français (SNCF) construit entre 1936 et 1939.
Vingt-deux autorails (un prototype et vingt-et-un exemplaires de série) sont fabriqués. Ils comportent un seul poste de conduite dans un kiosque, architecture inhabituelle chez Renault. Ils sont affectés à des services express et omnibus en Bretagne ainsi qu'entre la banlieue est de Paris et l'est de la France. Le dernier exemplaire est radié en 1973.

## Histoire
Le Renault AEK 1 est un prototype d'autorail mono-caisse construit en juin 1936 par Renault dans son usine de Billancourt pour le compte de l'Administration des chemins de fer de l'État, à cabine de conduite unique en kiosque central. En adoptant cette architecture, Renault s'écarte de ses précédentes productions pour se rapprocher du principe de l'autorail Bugatti qui allie grande capacité et excellente visibilité pour les voyageurs. En outre, la présence d'un unique poste de conduite juste au-dessus des moteurs et des transmissions simplifie les mécanismes de commandes et gagne du temps lors des rebroussements en bout de ligne en évitant au conducteur de « changer de bout ».
En octobre de la même année, une lettre de confirmation se traduit par plusieurs commandes ; le constructeur modifie son modèle et le renomme AEK 2 — Renault numérote ses productions (VH, ABJ, AEK, AGC, etc.) dans l'ordre chronologique des projets, ferroviaires ou routiers dans distinction.

## Description

### Caractéristiques techniques
La charpente de la caisse, en acier soudé, ne pèse que 3,5 t, ce qui permet à l'AEK de ne peser que 29 t en ordre de marche, contre 31 t pour un ABJ 3 équipé de la même motorisation.
Sa motorisation est assurée par deux moteurs Renault type 516 de 110 kW (150 ch) chacun, fonctionnant au gazole, installés dans le compartiment central de l'autorail, sous le kiosque de conduite. Chaque moteur commande une boîte de vitesses mécanique qui entraîne l'essieu intérieur d'un bogie. Les deux bogies comportent ainsi un essieu moteur et un essieu porteur dans la configuration 1A'A1'.
La caisse repose sur les traverses de bogie par l'intermédiaire de chambres à air faisant office de suspension. Le système de freinage à tambours choisi par Renault ne donne pas entière satisfaction aux conducteurs, plus habitués au freinage par sabots plus efficace et plus sécurisant, mais une modification de ce type rajoute environ une tonne à la masse de l'engin. La SNCF préfère donc garder le système d'origine, malgré l'usure rapide des tambours.
L'autorail n'est pas équipé d'organes de tamponnement. Un attelage de type Willison est toutefois installé afin de pouvoir jumeler deux AEK en cas de nécessité, mais interdit de fait toute traction de remorque ou d'autre modèle d'autorail.
Pour la production des AEK 2, la hauteur de l'autorail passe à 3,950 m, sa longueur est réduite et l'entrée d'air des radiateurs de refroidissement, sur les faces frontales, est modifiée.

### Aménagements intérieurs et livrée
De part et d'autre du compartiment central qui abrite les moteurs, le local à bagages ainsi qu'un cabinet de toilette, l'autorail comporte vers une extrémité une plateforme d'accès puis un compartiment voyageurs ; vers l'autre extrémité se trouve une seconde plateforme d'accès, un local pour la chaudière et un second compartiment voyageurs.
Les aménagements intérieurs varient selon l'affectation de l'autorail. Les engins de Rennes comportent 76 places assises plus trois strapontins et 28 places debout, alors que ceux de Noisy-le-Sec privilégient la capacité avec 65 places assises en classe unique et deux strapontins, mais 85 places debout.
De nombreux aménagements sont réalisés sur les engins de série afin d'améliorer le confort des passagers.
Lors de leur regroupement dans le parc de la SNCF, les AEK sont repeints en rouge vermillon pour le bas de caisse et en crème pour la ceinture des baies, le pavillon et le kiosque. La radiation de la série est largement entamée lorsque la SNCF entreprend, à partir de 1968, la modification de la livrée de ses autorails avec un toit peint en rouge ; les unités encore en circulation ne sont donc pas concernées par cette mesure.

## Carrière et services

### Livraisons
Numéroté initialement ZZy 24131, puis X 7001, le prototype Renault AEK 1 est tout d'abord affecté au dépôt de La Rochelle en 1936 afin d'effectuer un roulement quotidien entre Rochefort, Poitiers et Tours. 
Trois compagnies passent commande du Renault AEK 2, version dérivée du prototpe :
- Réseau de l'État : 5 unités (ZZy 7011 à 7015 - renommés X 7011 à 7015)
- Compagnie des chemins de fer de l'Est : 7 unités (ZZy 7001 à 7007 renumérotés X 7101 à 7107)
- SNCF : 9 unités (ZZy 7016 à 7024 - renommés X 7016 à 7024)

Les premières livraisons interviennent en juin 1938, pour se terminer en avril 1939.

### Services
Les bonnes performances de ces autorails, capables de puissantes accélérations en raison de leur faible masse, les destinent aux fonctions d'« autorails de ramassage » qui assurent la collecte locale des passagers avant le passage d'un express ou d'un rapide mais ils peuvent aussi prendre en charge des relations omnibus.
Le dépôt de Rennes (région SNCF « Ouest ») rassemble en 1939 le prototype et les unités de série commandées par le réseau ex-État et la SNCF ; elles opèrent sur de nombreuses lignes de Bretagne, de Normandie et des Pays-de-Loire. Le dépôt de Noisy-le Sec (région SNCF « Est ») reçoit les 7 autres unités ; elles circulent en Seine-et-Marne, en Champagne et jusqu'à Nancy.

### Radiations
En 1950, la série est réduite à vingt unités, deux autorails rennais étant détruits pendant la Seconde Guerre mondiale. La majeure partie des radiations intervient en avril 1959 — les X 3800 ont repris la plus grande partie des services des AEK — alors que 18 autorails sont encore présents en début d'année, mais trois AEK circulent encore en 1966. Le prototype, pour sa part, est mis en attente d'amortissement le 1er janvier 1960 et sert de réserve pour les pièces détachées des AEK 2 encore en service.
Le X 7017, loué au Réseau Breton (RB) depuis 1960, est impliqué dans un accident puis démoli en juillet 1968 à Carhaix et le 7019, également loué au RB, ne roule plus à cette date. Le X 7011 est quant à lui le dernier AEK 2, radié le 24 janvier 1973 alors qu'il a été transformé en autorail de tournée, réaménagé (chambres à coucher, salle à manger, salon) et muté au dépôt de Châlons-sur-Marne en décembre 1968. Garé au dépôt de Noisy, il est finalement démoli quelques mois plus tard à Noyon.

## Modélisme
Les autorails AEK ont été reproduits à l'échelle HO par :
- ApocopA sous forme de kit à monter (caisse à monter sur un châssis de son choix)